# ブルック砲

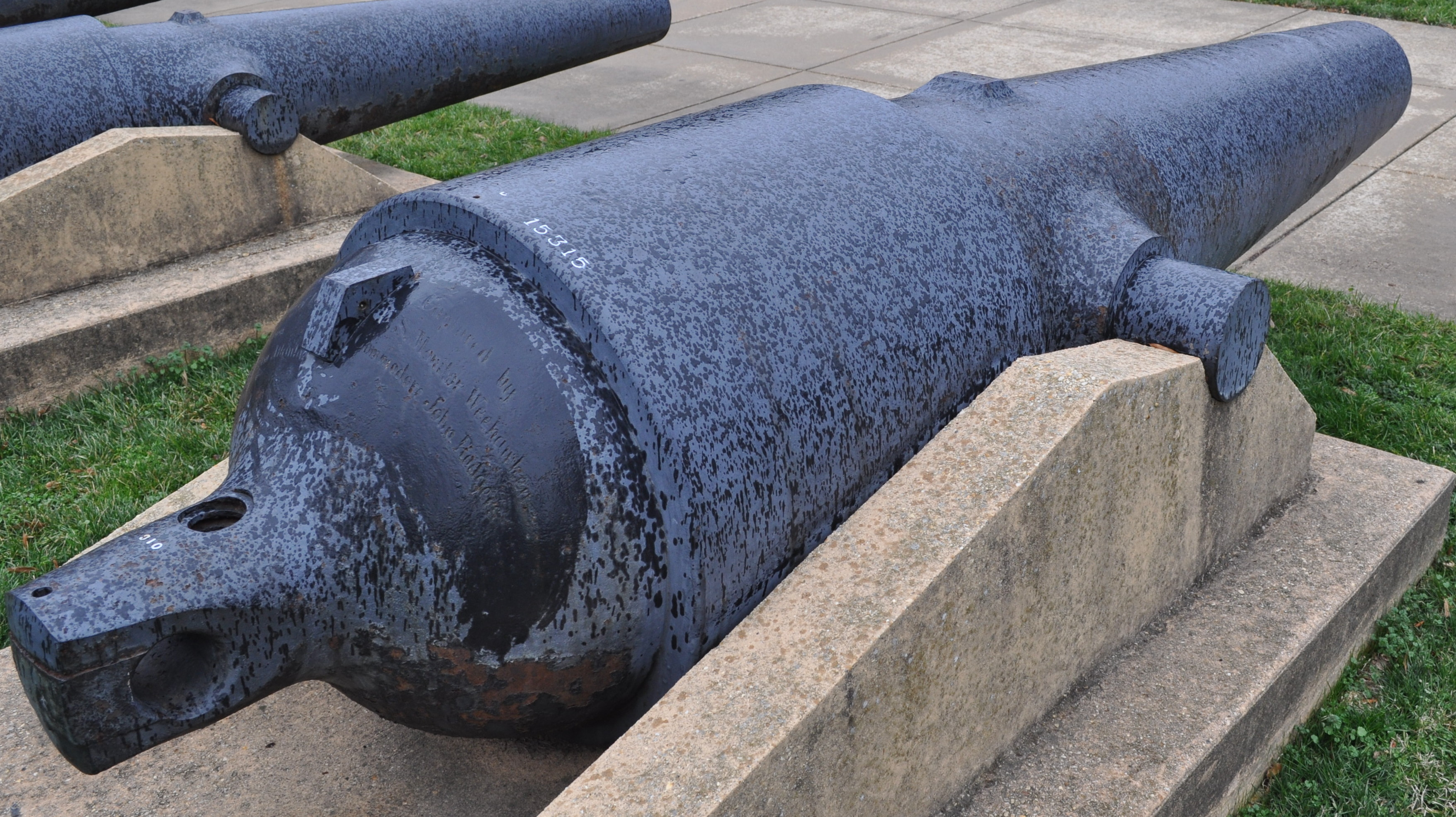
鹵獲されたCSSアラバマに搭載されていた7 in単帯型ブルック砲

ブルック砲（ブルックほう、Brooke rifle）は、南北戦争中に南軍が使用した艦載用および要塞用の前装式の施条砲であり、設計はアメリカ連合国海軍の士官であったジョン・ブルックが行った。1861年から1865年にかけて、バージニア州リッチモンドおよびアラバマ州セルマで製造された。

## 設計および製造
ブルック砲は仕上げの荒い砲身と、砲身後部の補強用の錬鉄製帯状金具（単帯～三重帯）により識別できる。砲身は製造の容易な鋳鉄製であるが、薬室部分は発砲時の高いガス圧に耐えられるように錬鉄製の帯を巻いて補強してある。北軍のパロット砲も同様な補強を行っているが、パロット砲は1枚の帯で補強していたのに対し、南部の工場では製造能力の限界から厚さ2インチ (51 mm)、幅6インチ (152 mm)程度のものしか製造できなかったため、これらを組み合わせて補強を行った。施条の数は、砲のサイズに関わらず7本・右回りであった。ほとんどのブルック砲が、ダールグレン砲と同じくゴマースタイル（Gomer-style、後部に向かって細くなる円錐形で先端部が半球状になっている）の薬室を採用しており、6.4インチの単帯型施条砲のみが単純な半球型の薬室を採用していた。
ブルック砲はリッチモンドのトリディガー鉄工所（Tredegar Iron Works ）とセルマのセルマ海軍工廠で製造された。

## マーキング
セルマで製造された砲にはSの文字が刻まれており、トリディガーで製造されたものにはTFと刻まれている。少数ではあるがR.N.O.Wと刻印されたものがあり、これらは1863年5月にトリディガーの工場が火事で焼けたため、一時的にリッチモンド海軍工廠で砲身内部ライフリング加工を実施したためである。

## 種類

### 6.4インチ施条砲
ブルックは1863年1月8日までの14門の6.4 in (163 mm)単帯型施条砲が製造されたと報告しているが、トリディガーの記録では11門とされており、またその内の何門かは出荷前に二重帯型に改造されている。3門は1861年に、残りは1862年に鋳造された。最初の2門は装甲艦CSS バージニアの舷側砲として搭載された。また2門が装甲砲艦CSS ニューズの前後の旋回砲として、他の2門は装甲艦CSS アトランタの舷側砲として搭載され、ワシントン海軍工廠のウィラードパークに現存している。
二重帯型施条砲は、海軍長官スティーヴン・マロリーの指示により1862年10月28日から製造が開始された。1862年から1864年にかけて、トレディガーで24門、セルマでは27門が鋳造されたが、鋳造時の問題のため15門のみが出荷された。出荷されなかったもののうち5門は8-インチ (203 mm)滑腔砲に改造された。二重帯型施条砲は9門が現存している。内4門はCSS テネシー、1門はCSS アルベマールのものである。

### 7インチ施条砲

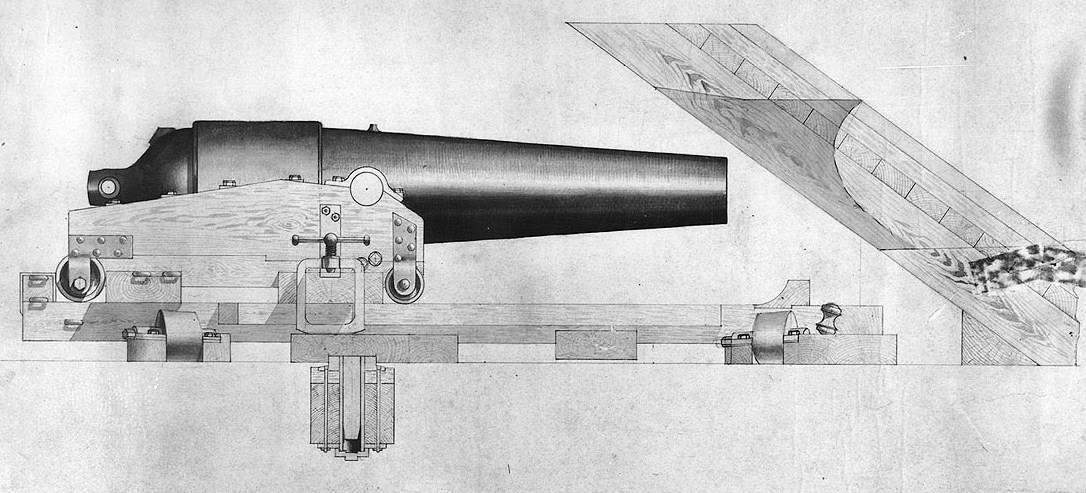
テキサス搭載用に描かれた単帯型ブルック砲の設計図

最初の7門の単帯型 7-インチ (178 mm)ブルック砲は、1861年7月から12月にかけて未加工の9-インチ (229 mm)ダールグレン砲砲身ブロックを用いて製造された。うち2門はCSS バージニアの前後の旋回砲として使用された。1862年と1863年にトレディガーでは19門の単帯型7インチ砲が製造されたが、3門は現存しており内2門はワシントン海軍工廠にCSS アラバマの記念品として展示されている。
セルマでは1863年から1864年にかけて、54門の二重帯型7インチ砲が製造されたが、鋳造の不具合のため出荷されたのは39門であった。トレディガーでは1863年から1865年にかけて36門を製造した。二重帯型7インチ砲は8門が現存している。内2門はCSS テネシーの艦載砲であり、1門はワシントン海軍工廠に、1門はセルマに展示されている。
1862年には、3門の三重帯型7インチ砲がトレディガーで製造されている。三重帯型は他の7インチ砲より砲身長が15インチ (380 mm)長く、また他のブルック砲とは異なり砲耳は一体鋳造されず、砲後部に後付けされた。1門はCSS リッチモンドに搭載され、1門はサウスカロライナ州チャールストンに港湾防衛用として送られた。この砲はモールトリー要塞（Fort Moultrie）に展示されている。

### 8インチ施条砲

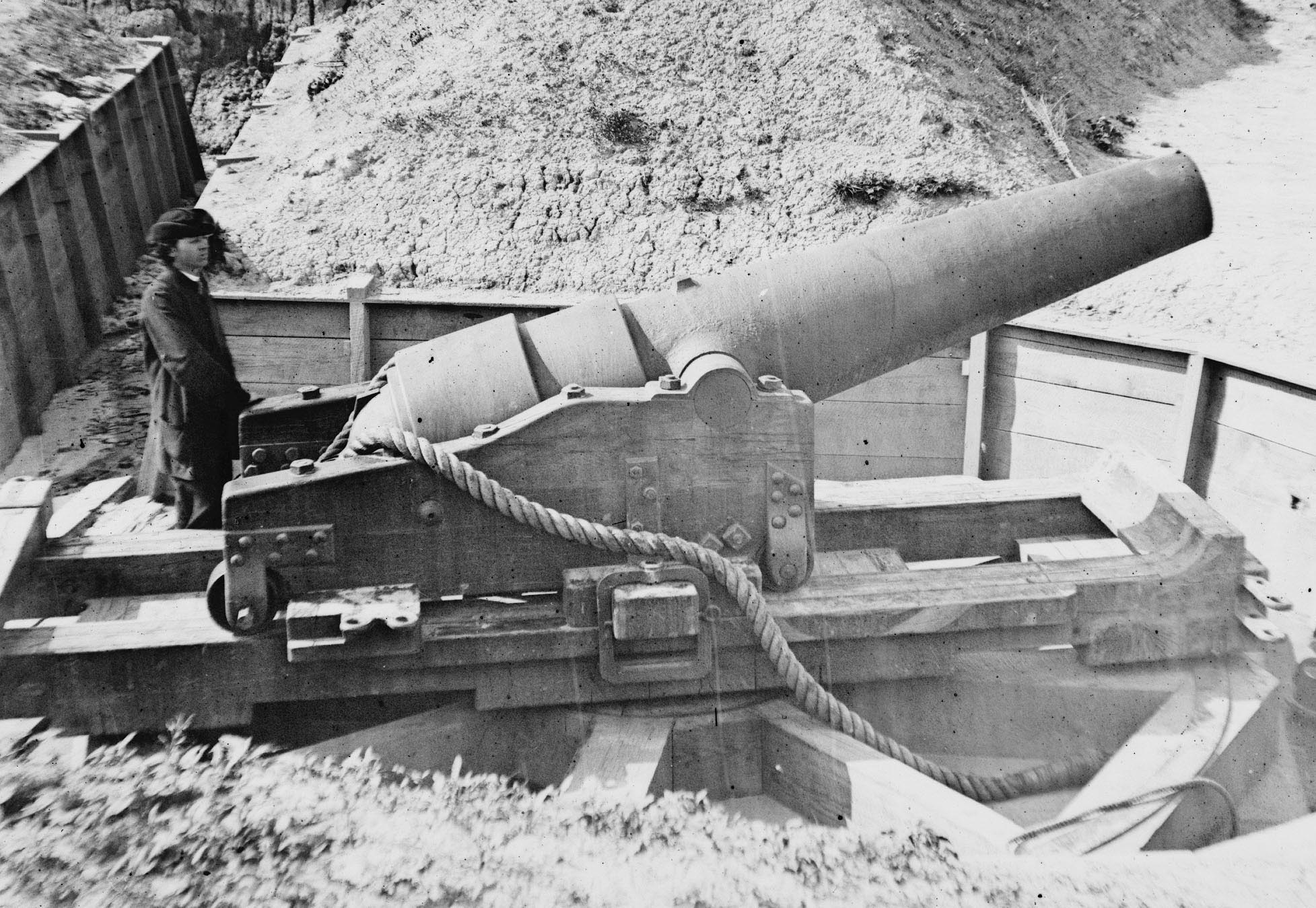
二重帯型8 inブルック施条砲

トレディガーでは1864年4月と5月に4門の二重帯型8-インチ (203 mm)ブルック施条砲を製造した。1門はCSS バージニア IIに搭載され、1門はジェームズ川の防衛砲台に使用された。しかし1864年8月13日から22日のダッチ・ギャップ運河の戦いの際には砲弾はなく、10月27日から11月2日にかけて補給されている。現存砲は確認されていない。

### ブルック滑腔砲
ブルックは何種類かの滑腔砲も設計しており、少数がセルマとトレディガーで製造された。セルマでは鋳造の不具合があった5門の6.4インチ施条砲用砲身ブロックから8インチ滑腔砲を製造しており、1門はセルマに現存している。ブルックからマロリー海軍長官への報告では、補強帯のない8インチ滑腔砲の記載があるが、それ以上のことは不明である。7インチ施条砲用砲身ブロックを 9-インチ (229 mm)滑腔砲に転用することも試みられたが、これは失敗した。7門の二重帯型10-インチ (254 mm)滑腔砲が、1864年にセルマとトレディガーで鋳造された。現存砲は2門で、1門はCSS コロンビアのものでワシントン海軍工廠に展示されている。セルマでは12門の二重帯型11-インチ (279 mm)滑腔砲が1864年に鋳造されたが、出荷されたのは8門であった。1門はジョージア州コロンバスに現存している。1863年と1864年には、トレディガーでは2門の三重帯型11インチ滑腔砲が製造されているが、現存していないと思われる。

### 砲弾
ブルック施条砲は徹甲弾、榴弾双方を発射することができた。徹甲弾は円柱型で、先端は反跳を防ぐために平らかあるいは鈍角を持つように加工されており、「ボルト」と呼ばれる。榴弾は円柱型で先端は球状になっていた。炸薬は黒色火薬で可変時限信管が用いられた。滑腔砲は球形弾を使用し、装甲目標用には実体弾、非装甲目標用には榴弾を発射できた。

## 仕様
| 砲の種類                | 重量                  | 全長                 | 口径長 |
| ----------------------- | --------------------- | -------------------- | ------ |
| 6.4インチ単帯型施条砲   | 9,100 lb (4,100 kg)   | 141.85 in (360.3 cm) | 18.5   |
| 6.4インチ二重帯型施条砲 | 10,600 lb (4,800 kg)  | 141.85 in (360.3 cm) | 18.5   |
| 7インチ単帯型施条砲     | 15,000 lb (6,800 kg)  | 146.05 in (371.0 cm) | 17.1   |
| 7インチ二重帯型施条砲   | 15,000 lb (6,800 kg)  | 146.15 in (371.2 cm) | 17.3   |
| 7インチ三重帯型施条砲   | 20,827 lb (9,447 kg)  | 151.2 in (384 cm)    | 19.4   |
| 8インチ二重帯型施条砲   | 21,750 lb (9,870 kg)  | 158.5 in (403 cm)    | 16.2   |
| 8インチ二重帯型滑腔砲*  | 10,370 lb (4,700 kg)  | 141.85 in (360.3 cm) | 14.8   |
| 10インチ滑腔砲          | 21,300 lb (9,700 kg)  | 158.25 in (402.0 cm) | 13     |
| 11インチ滑腔砲          | 23,600 lb (10,700 kg) | 170.75 in (433.7 cm) | 13     |

- 8インチ滑腔砲の数値は概略[18]